# Erdut
Erdut (srbsky Ердут, maďarsky Erdőd) je opčina na východě Chorvatska a stejnojmenná část opčiny, která zahrnuje vesnice Erdut, Dalj, Aljmaš, Bijelo Brdo a několik rozptýlených vesnic Daljské planiny. V roce 2011 zde žilo 7308 obyvatel. Obec administrativně spadá pod Osijecko-baranjskou župu severovýchodní oblasti Slavonie.

## Geografie

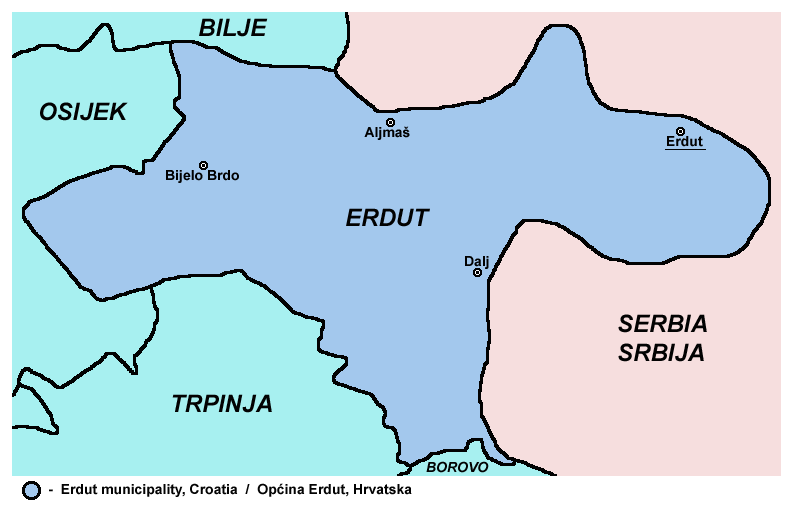
Obec Erdut na východě Chorvatska

Erdut leží 85 metrů nad mořem předsunutý východně ve velkém ohybu Dunaje, který v tomto místě tvoří hranici mezi Chorvatskem a Srbskem. Samotný Erdut se nachází asi 70 metrů nad řekou. Silniční most spojující město Osijek se srbskou Suboticí a most na železniční trati Vinkovci / Osijek - Sombor - Subotica tvoří hraniční přechody mezi oběma státy.
Hřeben, který prochází celým dunajským meandrem v jejím západo-východní části a prudce klesá na severní straně k potoku, se nazývá Daljská planina podle vesnice Dalj. Úrodné sprašové půdy poskytují vhodné podmínky pro pěstování ovoce, zeleniny a vinařství. Vinařská oblast Erdut je známá pro své vynikající bílé víno, proto má obec ve znaku vinný sud.

## Historie

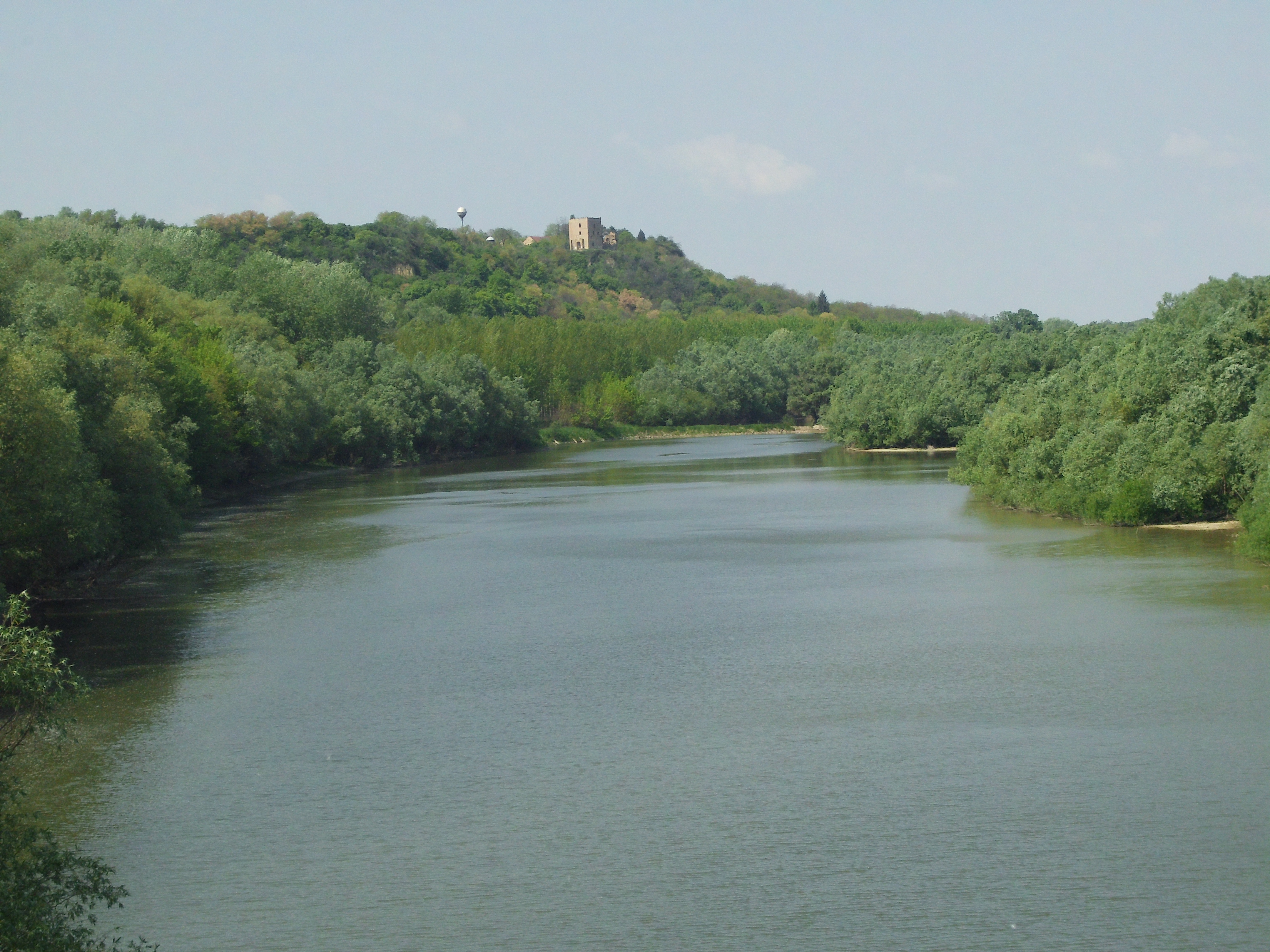
Tok Dunaje u Erdutu

V obci se nachází středověků hrad Erdut.
Do roku 1918 byla tato oblast součástí Chorvatsko-slavonského království v rámci Uherska s maďarským názvem Erdöd.
Na počátku chorvatské války za nezávislost se v roce 1991 Erdut stal součástí mezinárodně neuznané Republiky Srbská krajina. Po vojenské operaci Oluja v roce 1995 zde byla uzavřena Erdutská dohoda mezi krajinskými Srby a chorvatskou vládou, v níž namísto vojenského dobytí okupovaných částí Chorvatska upravila mírové začlenění východní Slavonie do suverénního Chorvatska. Po přechodném období správy na základě mandátu OSN (UNTAES) byl roku 1998 Erdut integrován zpět do Chorvatska.